# 18a etapa del Tour de França de 2012
La 18a etapa del Tour de França de 2012 es disputà el divendres 20 de juliol de 2012 sobre un recorregut de 222,5 km entre les localitats de Blanhac i Briva la Galharda.
El vencedor de l'etapa fou el britànic Mark Cavendish (Team Sky), que s'imposà a l'esprint en l'arribada a Briva la Galharda i d'aquesta manera aconseguia la seva segona victòria d'etapa en la present edició, després de l'aconseguida en la 2a etapa. El segon fou l'australià Matthew Goss (Orica-GreenEDGE), mentre que Peter Sagan (Liquigas-Cannondale) acabà tercer. No es produí cap canvi en les diferents classificacions.

## Perfil de l'etapa
Després de la darrera etapa d'alta muntanya arriba una etapa per un terreny força irregular i contínues pujades i baixades. Durant el recorregut els ciclistes han de superar quatre cotes puntuables, la darrera de les quals es troba a sols 10 km per a l'arribada a Briva la Galharda. L'esprint intermedi es troba a Caors, al quilòmetre 115.

## Desenvolupament de l'etapa
Durant els primers quilòmetres de l'etapa es formà una escapada de sis corredors, però al km 49 van ser neutralitzats sense que en cap moment haguessin disposat de més d'un minut sobre el gran grup. En l'ascensió a la cota de Saint-Georges (km 67,5) es començà a formar l'escapada del dia, composta finalment per 16 ciclistes. El millor classificat entre els escapats era Rui Costa (Movistar Team), a poc menys de mitja hora de Bradley Wiggins. Al voltant de la meitat de l'etapa els escapats disposaven de tres minuts i mig, per la pressió exercida per diferents equips per tal de reduir les diferències.
A la cota de Solhac la diferència dels escapats era inferior als dos minuts i David Millar (Garmin-Sharp) va fer una nova acceleració que deixà enrere a dos ciclistes. Les diferències amb el gran grup es van anar reduint, sent sols de 40" a manca de 20 km, quan Adam Hansen (Lotto-Belisol) atacà i fou seguit per Jérémy Roy (FDJ-BigMat). Poc després van ser agafats per Paolini (Team Katusha), Vinokúrov (Astana Qazaqstan Team) i Nuyens (Team Saxo-Tinkoff) (13 km), però a la cota de Lissac Roy i Nuyens quedaren enrere. En la baixada Hansen, Vinokúrov i Paolini van ser agafats per un trio format per Luis León Sánchez (Rabobank ProTeam), Nicolas Roche (AG2R La Mondiale) i Andreas Klöden (RadioShack-Nissan). Tot i que en cap moment disposaren de més de 20", arribaren escapats al darrer quilòmetre i, encara a manca de tan sols 100 metres, Roche liderava la cursa. Però l'acceleració de Mark Cavendish (Team Sky) posà fi a les seves esperances de victòria, la qual es convertí en la vint-i-dosena victòria de Cavendish al Tour de França, igualant Lance Armstrong i André Darrigade.,

## Punts
| Primer  | Kris Boeckmans (BEL)             | 20 pts |
| Segon   | Jérémy Roy (FRA)                 | 17 pts |
| Tercer  | Patrick Gretsch (GER)            | 15 pts |
| Quart   | Edvald Boasson Hagen (NOR)       | 13 pts |
| Cinquè  | Aleksandr Vinokúrov (KAZ)        | 11 pts |
| Sisè    | Luca Paolini (ITA)               | 10 pts |
| Setè    | Michael Albasini (SUI)           | 9 pts  |
| Vuitè   | Karsten Kroon (NED)              | 8 pts  |
| Novè    | David Millar (GBR)               | 7 pts  |
| Desè    | Adam Hansen (AUS)                | 6 pts  |
| Onzè    | Iaroslav Popòvitx (UKR)          | 5 pts  |
| Dotzè   | Yukiya Arashiro (JPN)            | 4 pts  |
| Tretzè  | Nick Nuyens (BEL)                | 3 pts  |
| Catorzè | Rui Alberto Faria da Costa (POR) | 2 pts  |
| Quinzè  | Jelle Vanendert (BEL)            | 1 pt   |

| Primer  | Mark Cavendish (GBR)       | 45 pts |
| Segon   | Matthew Goss (AUS)         | 35 pts |
| Tercer  | Peter Sagan (SVK)          | 30 pts |
| Quart   | Luis León Sánchez (ESP)    | 26 pts |
| Cinquè  | Nicolas Roche (IRL)        | 22 pts |
| Sisè    | Tyler Farrar (USA)         | 20 pts |
| Setè    | Borut Božič (SVN)          | 18 pts |
| Vuitè   | Sébastien Hinault (FRA)    | 16 pts |
| Novè    | Daryl Impey (RSA)          | 14 pts |
| Desè    | Samuel Dumoulin (FRA)      | 12 pts |
| Onzè    | André Greipel (GER)        | 10 pts |
| Dotzè   | Juan José Haedo (ARG)      | 8 pts  |
| Tretzè  | Edvald Boasson Hagen (NOR) | 6 pts  |
| Catorzè | Andreas Klöden (GER)       | 4 pts  |
| Quinzè  | Koen de Kort (NED)         | 2 pts  |

## Cotes
| Primer | Nick Nuyens (BEL)     | 2 pts |
| Segon  | Yukiya Arashiro (JPN) | 1 pt  |

| Primer | Michael Albasini (SUI) | 1 pt |

| Primer | Yukiya Arashiro (JPN) | 1 pt |

| Primer | Aleksandr Vinokúrov (KAZ) | 1 pt |

## Classificació de l'etapa
|    | Ciclista                | Equip                 | Temps      |
| -- | ----------------------- | --------------------- | ---------- |
| 1  | Mark Cavendish (GBR)    | Team Sky              | 4h 54' 12" |
| 2  | Matthew Goss (AUS)      | Orica-GreenEDGE       | m. t.      |
| 3  | Peter Sagan (SVK)       | Liquigas-Cannondale   | m. t.      |
| 4  | Luis León Sánchez (ESP) | Rabobank ProTeam      | m. t.      |
| 5  | Nicolas Roche (IRL)     | AG2R La Mondiale      | m. t.      |
| 6  | Tyler Farrar (USA)      | Garmin-Sharp          | m. t.      |
| 7  | Borut Božič (SVN)       | Astana Qazaqstan Team | m. t.      |
| 8  | Sébastien Hinault (FRA) | AG2R La Mondiale      | m. t.      |
| 9  | Daryl Impey (RSA)       | Orica-GreenEDGE       | m. t.      |
| 10 | Samuel Dumoulin (FRA)   | Cofidis               | m. t.      |

## Classificació general
|    | Ciclista                    | Equip                 | Temps       |
| -- | --------------------------- | --------------------- | ----------- |
| 1  | Bradley Wiggins (GBR)       | Team Sky              | 83h 22' 18" |
| 2  | Chris Froome (GBR)          | Team Sky              | + 2' 05"    |
| 3  | Vincenzo Nibali (ITA)       | Liquigas-Cannondale   | + 2' 41"    |
| 4  | Jurgen van den Broeck (BEL) | Lotto-Belisol         | + 5' 53"    |
| 5  | Tejay van Garderen (USA)    | BMC Racing Team       | + 8' 30"    |
| 6  | Cadel Evans (AUS)           | BMC Racing Team       | + 9' 57"    |
| 7  | Haimar Zubeldia (ESP)       | RadioShack-Nissan     | + 10' 11"   |
| 8  | Pierre Rolland (FRA)        | Team Europcar         | + 10' 17"   |
| 9  | Janez Brajkovič (SVN)       | Astana Qazaqstan Team | + 11' 00"   |
| 10 | Thibaut Pinot (FRA)         | FDJ-BigMat            | + 11' 46"   |

## Classificacions annexes
|    | Ciclista                  | Equip               | Punts   |
| -- | ------------------------- | ------------------- | ------- |
| 1r | Peter Sagan (SVK)         | Liquigas-Cannondale | 386 pts |
| 2n | André Greipel (GER)       | Lotto-Belisol       | 264 pts |
| 3r | Matthew Harley Goss (AUS) | Orica-GreenEDGE     | 238 pts |

|    | Ciclista                   | Equip                 | Punts   |
| -- | -------------------------- | --------------------- | ------- |
| 1r | Thomas Voeckler (FRA)      | Team Europcar         | 134 pts |
| 2n | Fredrik Kessiakoff (SWE)   | Astana Qazaqstan Team | 123 pts |
| 3r | Chris Anker Sørensen (DEN) | Team Saxo-Tinkoff     | 77 pts  |

|    | Ciclista                 | Equip            | Temps        |
| -- | ------------------------ | ---------------- | ------------ |
| 1r | Tejay van Garderen (USA) | BMC Racing Team  | 83h 30' 48"  |
| 2n | Thibaut Pinot (FRA)      | FDJ-BigMat       | + 3' 16"     |
| 3r | Steven Kruijswijk (NED)  | Rabobank ProTeam | + 1h 00' 50" |

|    | Equip             | Temps        |
| -- | ----------------- | ------------ |
| 1r | RadioShack-Nissan | 250h 23' 05" |
| 2n | Team Sky          | + 14' 05"    |
| 3r | BMC Racing Team   | + 36' 25"    |

## Abandonaments
No es produí cap abandonament.